# 何绍勋
何绍勋（1920年7月21日—2005年9月6日），男，原籍广东番禺，生于北京，中国构造地质学家，中南大学教授，湖南省政协原副主席，中国农工民主党中央委员会原常务委员，第七、八届全国政协委员。

## 生平
1942年畢業於西南联合大学地质地理气象系。1952年到中南矿冶学院，历任地质系副教授、教授。另擔任中国地质学会构造地质专业委员会委员和教育工作委员会委员。1957年，加入中国农工民主党。
2005年9月6日，在湖南省長沙市去世。